# Allier (département)
Pour les articles homonymes, voir Allier.
L'Allier (/a.lje/) est un département du centre de la France situé dans la région Auvergne-Rhône-Alpes. L'Insee et La Poste lui attribuent le code 03. Sa préfecture est Moulins.
Ce département correspond à une large partie de l'ancienne province du Bourbonnais. Pour cette raison, les habitants du département sont officiellement appelés Bourbonnais. Depuis quelques années, la communication du conseil départemental de l'Allier met en avant l'appellation « Allier - Bourbonnais », par exemple sur son logo.

## Dénomination
Le nom du département provient de celui de la rivière Allier.
L'Allier est appelé Elaver en latin et Alièr en bourbonnais du Croissant (moitié sud du département), zone où la langue est de transition entre l'occitan et la langue d'oïl.

## Gentilé
Il n'existait pas de gentilé traditionnel pour nommer les habitants du département de l'Allier jusqu'au 18 octobre 2018, date à laquelle le nom de Bourbonnais et Bourbonnaise est officialisé par le conseil départemental.
En effet, les principaux noms usités étaient Bourbonnais, Élavérins, Alliérins et… habitants de l'Allier et le terme Bourbonnais était de loin le plus couramment utilisé tant par la presse locale que par les instances politiques, notamment le conseil général de l'Allier.
Une enquête de ce dernier, datée de 2001, réalisée auprès de la population, a montré que 50 % des habitants se définissaient comme Bourbonnais (et 35 % comme habitants de l'Allier) et lors de la consultation publique « Allier 2021 », 70 % des sondés ont estimé que Bourbonnais est le gentilé idéal pour les habitants du département.

## Histoire
Le département est l'un des 83 départements créés à la Révolution française, le 4 mars 1790, en application de la loi du 22 décembre 1789. Il correspond à la majeure partie de l'ancienne province du Bourbonnais, à l'exception de Saint-Amand-Montrond et de sa région qui furent rattachés au Cher.

Carte de l'Allier (1790).

En 1940, le gouvernement du maréchal Pétain s'installe dans la ville de Vichy, qui obtint alors le statut de sous-préfecture, à la place de Lapalisse.
Au 1er janvier 2016 la région Auvergne, à laquelle appartenait le département, fusionne avec la région Rhône-Alpes pour devenir la nouvelle région administrative Auvergne-Rhône-Alpes.

## Héraldique
| Haute-Loire | Blasonnement : D’azur semé de fleurs de lys d’or à la bande de gueules. |

Le blason de l'Allier, qui est aussi celui de l'ancienne province du Bourbonnais, est aux armes de la troisième maison de Bourbon issue de Robert de Clermont, sixième fils de saint Louis, qui épousa Béatrice de Bourbon et fut reconnu sire de Bourbon en 1283 dont descendent en ligne masculine directe l'actuel roi Philippe VI d'Espagne et l'actuel grand-duc Henri de Luxembourg.

## Géographie

Carte départementale de la région Auvergne-Rhône-Alpes.

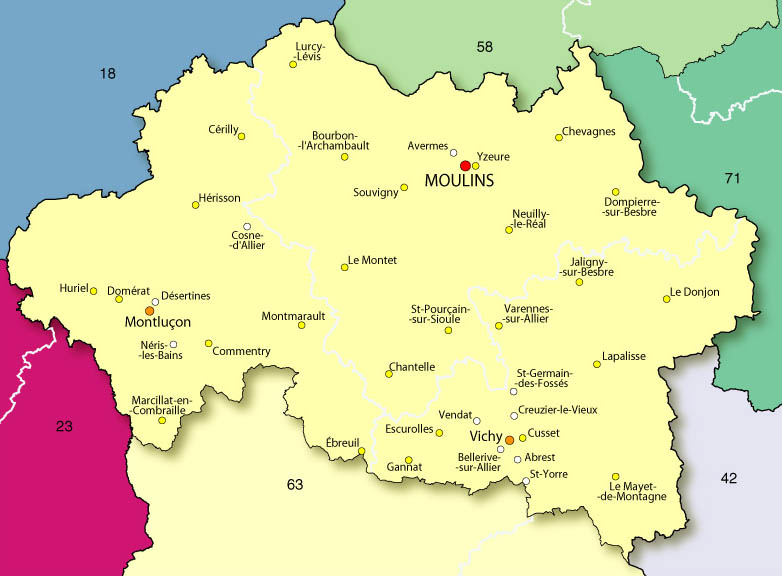
Carte de l'Allier avec ces principales villes, avec les départements limitrophes du Puy-de-Dôme (en jaune), la Creuse (en violet), le Cher (en bleu), la Nièvre (en vert clair), la Saône-et-Loire (en vert foncé) et la Loire (en gris).

Le département se trouve au centre de la France (le centre géographique de la France continentale est disputé entre plusieurs communes du Nord-Ouest de l'Allier et du Sud du Cher). Il a une superficie de 7 340 km2 (14e département français) mesurant environ 130 km d'est en ouest et 90 km du nord au sud.
Le département de l'Allier est formé de la majeure partie de l'ancien Bourbonnais (une petite partie occupe le sud du Cher). Il fait partie des 11 départements de la région Auvergne-Rhône-Alpes dont il occupe le coin nord-ouest (avant la réforme territoriale de 2015, l'Allier faisait partie de l'ancienne région Auvergne). Il est limitrophe des départements du Cher (au nord-ouest), de la Nièvre (au nord), de Saône-et-Loire (au nord-est), de la Loire (à l'est) du Puy-de-Dôme (au sud) et de la Creuse (au sud-ouest).
Le département est principalement rural mais avec des industries (15 % des emplois soit plus que la moyenne de la France de province). Il compte en 2017, 338 000 habitants avec trois agglomérations principales : Moulins, la préfecture (au centre-nord du département), Montluçon (au sud-ouest) et Vichy (au sud-est).
En plus de Vichy, le département comprend aussi deux autres villes thermales : Bourbon-l'Archambault et Néris-les-Bains.

Paysages de l'Allier :
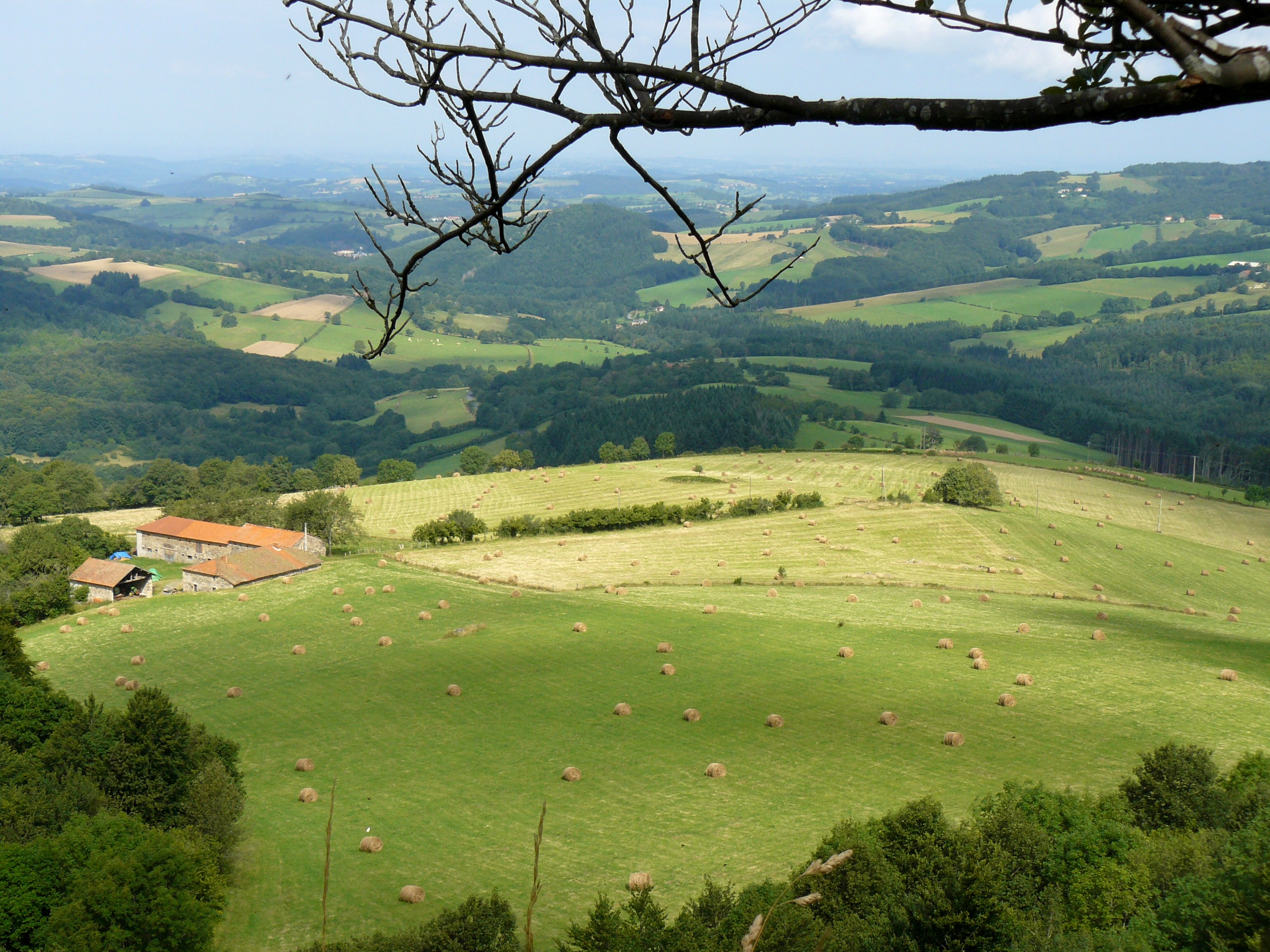
La Montagne bourbonnaise, dans le sud-est.
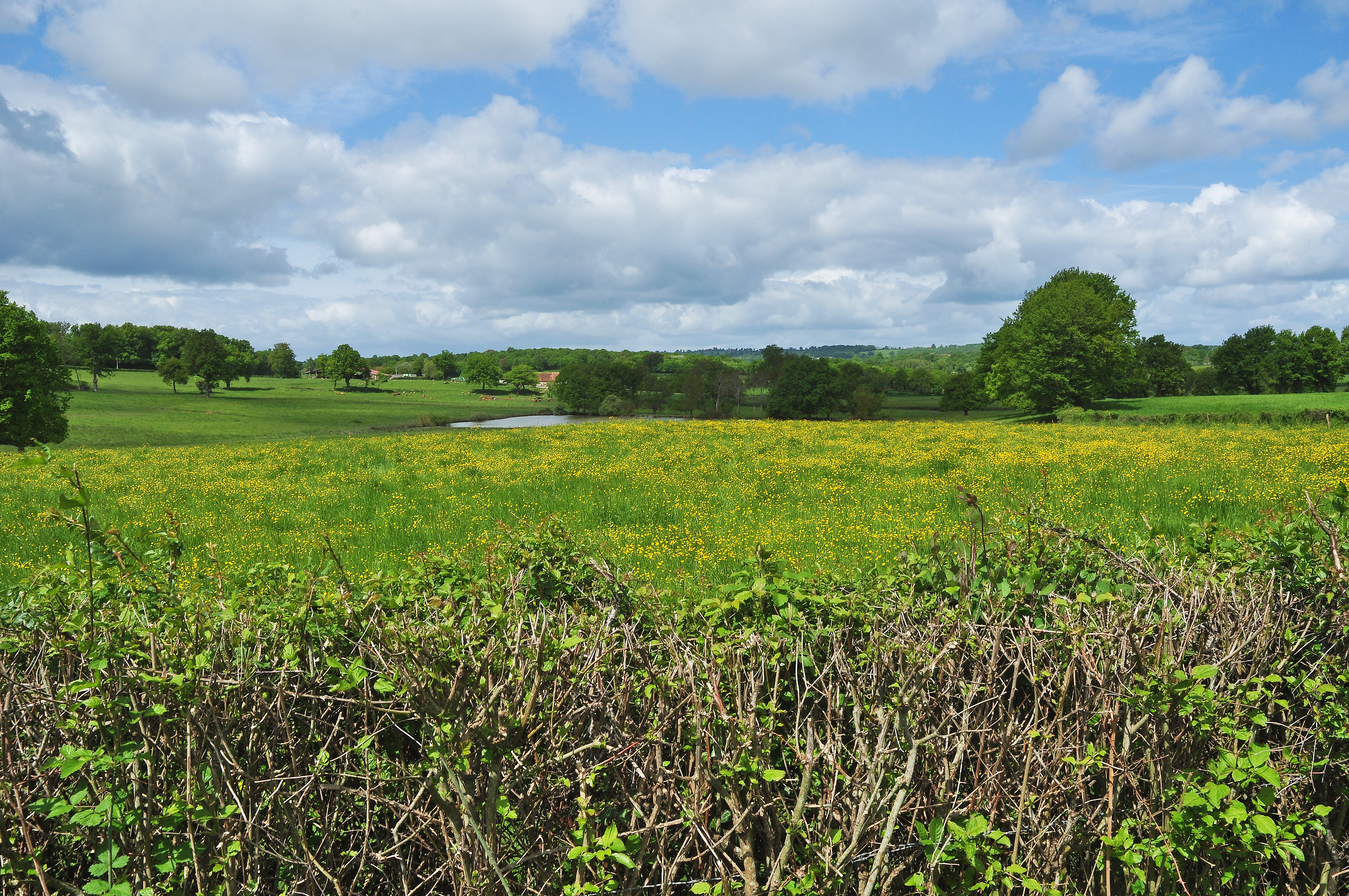
Le bocage, près de Couzon, dans le nord.
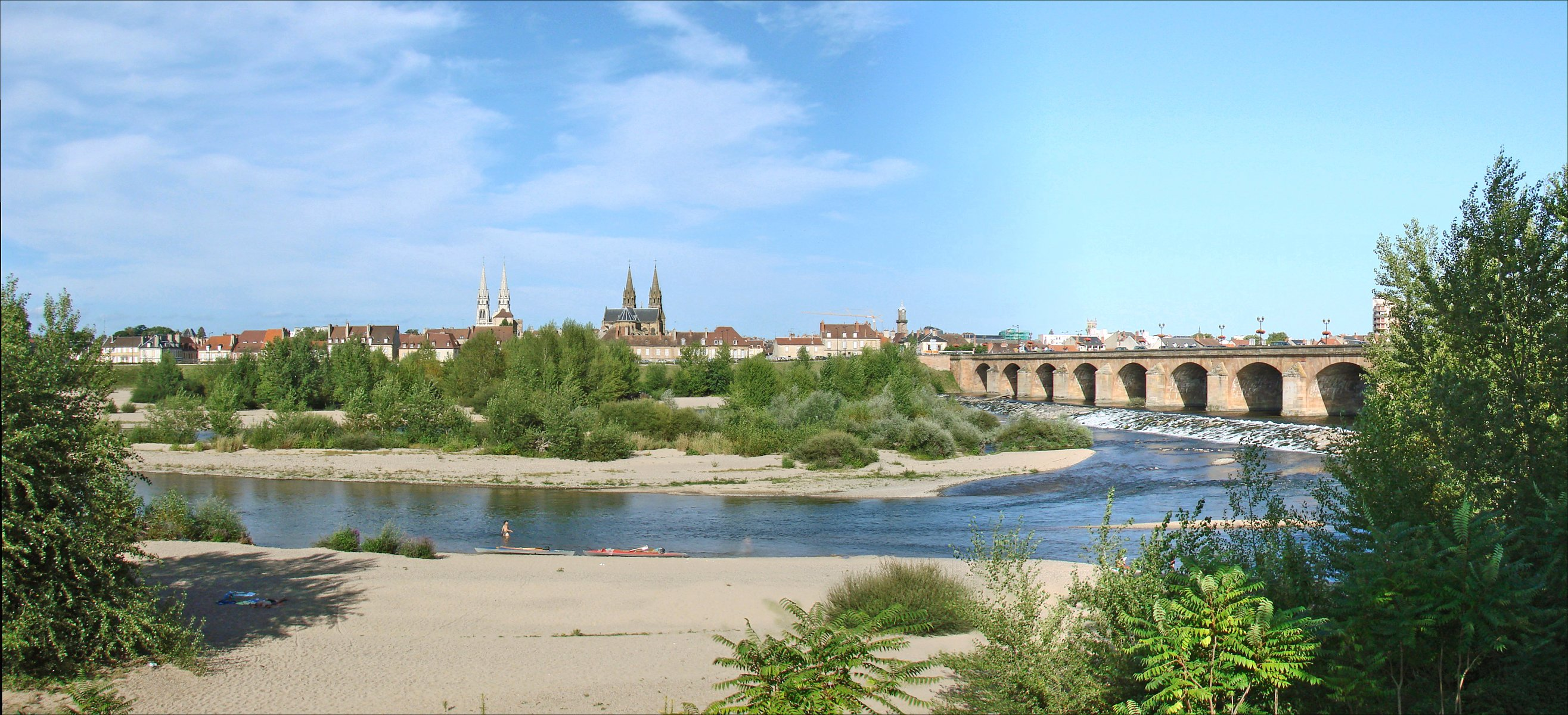
L'Allier à Moulins, dans le nord.

| Cher (Centre-Val de Loire)  | Nièvre (Bourgogne-Franche-Comté) | Saône-et-Loire (Bourgogne-Franche-Comté) |
|                             | Allier                           |                                          |
| Creuse (Nouvelle-Aquitaine) | Puy-de-Dôme                      | Loire                                    |

### Relief
Le département compte cinq régions avec des types de relief bien distincts. Le Bocage bourbonnais couvre la plus grande partie ouest (englobant la forêt de Tronçais) et centrale du département, suivi de la Sologne bourbonnaise pour la partie est - nord-est, la Montagne bourbonnaise, zone de moyenne montagne juste à l'est de Vichy, qui est le « toit du Bourbonnais » avec le Montoncel, point culminant du département à 1 287 mètres, dans le sud-est la Limagne bourbonnaise, qui s’étend de Varennes à Gannat, et en est « le grenier » et à l'extrême sud-ouest du département la partie bourbonnaise des Combrailles, une région de basse montagne.
La Montagne bourbonnaise et les Combrailles sont les derniers reliefs septentrionaux du Massif central.

#### Bocage bourbonnais
Au nord, et ne dépassant guère les 500 m d'altitude, le Bocage bourbonnais occupe un bon tiers du département, avec deux déclinaisons, centre et ouest (pour la partie comprise entre le val de Cher et les limites occidentales du territoire). Le bocage est notamment remarquable pour sa richesse en forêts et bois, dont la célèbre forêt de Tronçais mais aussi les forêts de Moladier, Bagnolet, Civrais, Soulongis, Grosbois, Dreuille, Lespinasse ou la Suave. Au sud, le bocage est dominé par la Combraille, sur un territoire qui s'étend au-delà des limites départementales de la Creuse et du Puy-de-Dôme.
À l'ouest de Montluçon se situe la Châtaigneraie bourbonnaise autour d'Huriel ; elle se poursuit jusqu'à la pointe sud du Cher.

#### Sologne bourbonnaise
À l'est, reliant le Val d’Allier et les frontières avec la Nièvre et la Saône-et-Loire, la Sologne bourbonnaise présente un bel équilibre entre prairies, cultures, bois et étangs, ce compromis entre agriculture et espaces semi-sauvages constituant un écrin très favorable à la faune et à la flore.

#### Montagne bourbonnaise
La Montagne bourbonnaise est une zone de moyenne montagne située au sud-est du département, à l'est de la Allier et de Vichy. Dans son prolongement au sud, elle prend naissance dès le puy Saint-Ambroise (437 m), près de Saint-Léon, pour ensuite s’affirmer sur tout le massif de l’Assise et des Bois Noirs, à la limite du Puy-de-Dôme et de la Loire, jalonnée par le puy de Montoncel (1 287 m), point culminant de l’Allier.

#### Limagne bourbonnaise
Communément rassemblées sous la dénomination de Val d’Allier, la Limagne bourbonnaise et la Forterre s’étendent respectivement à l'ouest et à l'est de la rivière Allier, entre Vichy et Saint-Pourçain-sur-Sioule, avec une qualité essentielle, la fertilité. La Limagne bourbonnaise, entre Sioule et Allier, s'inscrit dans le triangle Gannat-Escurolles-Saint-Pourçain, tandis que la Forterre couvre l'ancien canton de Varennes-sur-Allier, avec une pointe jusqu'à Jaligny-sur-Besbre.

#### Combraille bourbonnaise
La ou les Combrailles, dont la partie bourbonnaise constitue l'extrême bande nord-est, est une région de basse montagne composée de collines et de gorges qui s’incline doucement vers le nord et l'est avec de nombreuses rivières et lacs. Cette zone du département culmine à 778 m à la Bosse, dans la forêt des Colettes, et les rivières (Sioule, Bouble et Cher) y ont creusé les gorges les plus pittoresques de l’Allier.

### Hydrographie
Le département est traversé à l'ouest par le Cher qui arrose Montluçon, en son centre par l'Allier, qui arrose Vichy puis Moulins, et son affluent la Sioule et à l'est par la Besbre, affluent de la Loire, fleuve marquant au nord-est la limite entre les départements de l'Allier et de la Saône-et-Loire.
L'Allier, souvent présentée comme « l'une des dernières grandes rivières sauvages d'Europe » est connue pour ses violentes crues.
L'ensemble du département est compris dans le bassin de la Loire.

### Climat
L’Allier constitue une zone franche entre nord et midi. Le département bénéficie globalement d’un climat doux et humide, dominé par les vents d’ouest, ce qui contribue un peu plus à le démarquer de ses cousins auvergnats.
Le département de l’Allier est compris entre deux zones climatiques, une zone océanique plus ou moins altérée au nord et à l’ouest, ouverte aux influences atlantiques et une zone plus au sud avec un climat plus de montagne.
L’humeur du temps s’identifie à la diversité des territoires Bourbonnais, comme les régions plates et de faible altitude de la Sologne bourbonnaise et des grandes plaines fluviales ; les pays de collines, à l’altitude moyenne de 300 à 600 m, de la partie centrale du département ; ou la semi-montagne des cantons du sud, avec la Combraille et la Montagne bourbonnaise, entre 700 et 1 200 m.
On relève deux maxima de précipitations en juin et octobre, et un minimum en janvier-février, avec des moyennes de 694 mm à Montluçon (altitude 207 m) ; 763 mm à Moulins (245 m) ; 778 mm à Vichy (251 m) ; 791 mm à Lapalisse (285 m) ; et près de 1 200 mm à l’Assise (1 050 m).
Les vents atlantiques sont dominants, qu’ils soient d’ouest, nord-ouest, ou sud-ouest. L’influence du relief, notamment dans les vals de Cher et d’Allier, donne également des flux sud-nord.
L’insolation moyenne, relevée à la station météo de Vichy-Charmeil, sur la période 1971-2000, est de 1 880 heures par an.

## Démographie
En 2022, la population du département était de 334 715 habitants, ce qui représente une densité moyenne de 45,6 hab./km2 . De nombreuses régions de l'Allier ont une densité inférieure à 20 hab./km2.
L'Allier est confronté depuis la fin du XIXe siècle, mais surtout depuis les années 1970, à une baisse lente de sa population ; entre 2012 et 2017, elle a baissé en moyenne de 0,3 %. Le département connait plusieurs handicaps démographiques. Le nombre des décès (4463 en 2019) est supérieur à celui des naissances (2777 en 2019), le solde naturel est donc déficitaire. Le taux des personnes âgées est important —  un quart des Bourbonnais sont âgés d'au moins 65 ans — et le taux de fécondité faible de telle sorte que le solde naturel est déficitaire. Mais le solde migratoire qui était devenu très négatif, est redevenu positif depuis le début des années 2000. En 2017, 9 700 personnes se sont installées dans l'Allier quand 9000 en sont parties.
L'Allier compte trois agglomérations importantes : les unités urbaines de Vichy (85 000 habitants dont une petite partie s'étend sur le Puy-de-Dôme), de Montluçon (80 000 habitants) et de Moulins (62 000 habitants). Ces 3 unités urbaines regroupent un peu plus de deux tiers de la population de l'Allier. Le reste du département comprend quelques petites villes et bourgs dispersés, principalement le long des rivières. Les villages peu nombreux sont éloignés les uns des autres, et c'est dans l'ensemble un département faiblement peuplé.
Jusque vers la fin du XIXe siècle pourtant, la population augmenta grâce au développement de ses villes (industries à Montluçon et à Moulins, thermalisme à Vichy) qui compensa l'exode rural. Le département dépassa alors les 420 000 habitants. Après les pertes de la Première Guerre mondiale, la population se stabilisa, puis ré-augmenta un peu dans les années 1960. Depuis, en raison de la poursuite de l'exode rural et surtout du déclin des industries anciennes, la population a diminué et vieilli régulièrement, passant de 386 533 habitants en 1968 à 343 309 en 2006. Depuis le début des années 2000 cependant, on observe une stabilisation : le solde migratoire redevenu positif vient contrebalancer un solde naturel toujours négatif. Pour la première fois depuis les années 1960, la population du département a même légèrement augmenté sur la dernière période de référence (2009-2014). Reste à savoir si cette timide reprise se confirmera dans l'avenir.

### Pyramide des âges
La population du département est relativement âgée. En 2018, le taux de personnes d'un âge inférieur à 30 ans s'élève à 29,2 %, soit un taux inférieur aux moyennes régionale (35,8 %) et nationale (35,5 %). Le taux de personnes d'un âge supérieur à 60 ans (34,6 %) est supérieur aux taux départemental (25,6 %) et national (25,9 %).
En 2018, le département comptait 161 179 hommes pour 175 492 femmes, soit un taux de 52,05 % de femmes, supérieur au taux régional (51,37 %) et national (51,63 %).
Les pyramides des âges de la commune et du département s'établissent comme suit :
| Hommes | Classe d’âge | Femmes |
| ------ | ------------ | ------ |
| 1,2    | 90 ou +      | 3      |
| 10     | 75-89 ans    | 13,4   |
| 21,3   | 60-74 ans    | 22     |
| 20,6   | 45-59 ans    | 19,6   |
| 15,7   | 30-44 ans    | 15     |
| 15,6   | 15-29 ans    | 12,9   |
| 15,7   | 0-14 ans     | 14     |

| Hommes | Classe d’âge | Femmes |
| ------ | ------------ | ------ |
| 0,7    | 90 ou +      | 1,9    |
| 7,1    | 75-89 ans    | 9,5    |
| 16,1   | 60-74 ans    | 17     |
| 20     | 45-59 ans    | 19,3   |
| 19     | 30-44 ans    | 18,6   |
| 18,3   | 15-29 ans    | 16,8   |
| 18,8   | 0-14 ans     | 17     |

### Communes les plus peuplées
| Nom                       | Code Insee | Intercommunalité                          | Superficie (km2) | Population (dernière pop. légale) | Densité (hab./km2) | Modifier                                    |
| ------------------------- | ---------- | ----------------------------------------- | ---------------- | --------------------------------- | ------------------ | ------------------------------------------- |
| Montluçon                 | 03185      | CA Montluçon Communauté                   | 20,67            | 33 317 (2022)                     | 1 612              | modifier les données · modifier les données |
| Vichy                     | 03310      | CA Vichy Communauté                       | 5,85             | 25 702 (2022)                     | 4 394              | modifier les données · modifier les données |
| Moulins                   | 03190      | CA Moulins Communauté                     | 8,61             | 19 344 (2022)                     | 2 247              | modifier les données · modifier les données |
| Cusset                    | 03095      | CA Vichy Communauté                       | 31,93            | 13 329 (2022)                     | 417                | modifier les données · modifier les données |
| Yzeure                    | 03321      | CA Moulins Communauté                     | 43,24            | 12 670 (2022)                     | 293                | modifier les données · modifier les données |
| Bellerive-sur-Allier      | 03023      | CA Vichy Communauté                       | 18,97            | 8 898 (2022)                      | 469                | modifier les données · modifier les données |
| Domérat                   | 03101      | CA Montluçon Communauté                   | 35,54            | 8 665 (2022)                      | 244                | modifier les données · modifier les données |
| Commentry                 | 03082      | CC Commentry Montmarault Néris Communauté | 20,96            | 6 018 (2022)                      | 287                | modifier les données · modifier les données |
| Gannat                    | 03118      | CC Saint-Pourçain Sioule Limagne          | 36,85            | 5 684 (2022)                      | 154                | modifier les données · modifier les données |
| Saint-Pourçain-sur-Sioule | 03254      | CC Saint-Pourçain Sioule Limagne          | 35,67            | 4 894 (2022)                      | 137                | modifier les données · modifier les données |
| Désertines                | 03098      | CA Montluçon Communauté                   | 8,34             | 4 323 (2022)                      | 518                | modifier les données · modifier les données |
| Avermes                   | 03013      | CA Moulins Communauté                     | 15,60            | 4 109 (2022)                      | 263                | modifier les données · modifier les données |
| Saint-Germain-des-Fossés  | 03236      | CA Vichy Communauté                       | 8,30             | 3 600 (2022)                      | 434                | modifier les données · modifier les données |
| Varennes-sur-Allier       | 03298      | CC Entr'Allier Besbre et Loire            | 24,10            | 3 588 (2022)                      | 149                | modifier les données · modifier les données |
| Creuzier-le-Vieux         | 03094      | CA Vichy Communauté                       | 11,38            | 3 246 (2022)                      | 285                | modifier les données · modifier les données |

Néris-les-Bains est la seule ville du département à compter plus de 10 % de résidences secondaires : 504 pour 1 800 résidences en 1999. Vichy est la ville française comptant le plus de logements vacants : 22,2 % en 2015.

### Unités urbaines
Selon l'Institut national de la statistique et des études économiques (Insee), l'Allier comptait en 2020 douze unités urbaines, dont six composées d'une commune isolée et six formant des agglomérations de deux à treize communes. Dix de ces unités urbaines avaient plus de 3 000 habitants en 2019 :
| Rang | Nom de l'unité urbaine    | Population (2019) | Nombre de communes (dont villes-centres) |
| ---- | ------------------------- | ----------------- | ---------------------------------------- |
| 1    | Vichy                     | 65 057            | 13                                       |
| 2    | Montluçon                 | 52 722            | 6                                        |
| 3    | Moulins                   | 37 557            | 4                                        |
| 4    | Commentry                 | 6 912             | 2                                        |
| 5    | Gannat                    | 5 830             | 1                                        |
| 6    | Saint-Pourçain-sur-Sioule | 5 221             | 1                                        |
| 7    | Saint-Germain-des-Fossés  | 4 875             | 3                                        |
| 8    | Lapalisse                 | 3 947             | 2                                        |
| 9    | Varennes-sur-Allier       | 3 618             | 1                                        |
| 10   | Dompierre-sur-Besbre      | 3 032             | 1                                        |
| 11   | Néris-les-Bains           | 2 588             | 1                                        |
| 12   | Bourbon-l'Archambault     | 2 572             | 1                                        |

### Aires d'attraction d'une ville
Selon le découpage effectué en 2020 par l'INSEE, l'Allier compte huit aires d'attraction dont la commune-centre est située dans le département. Neuf communes font partie de cinq aires d'attraction centrées hors du département, à savoir l'aire d'attraction de Roanne (1 commune), l'aire d'attraction de Saint-Amand-Montrond (3 communes), l'aire d'attraction de Paray-le-Monial (1 commune), l'aire d'attraction de Digoin (3 communes) et l'aire d'attraction de Bourbon-Lancy (1 commune). 113 communes sont hors d'attraction d'une ville.
| Rang | Nom de l'aire d'attraction | Population (2019) | Nombre de communes                           |
| ---- | -------------------------- | ----------------- | -------------------------------------------- |
| 1    | Montluçon                  | 91 373            | 58 (dont 1 dans le Cher et 4 dans la Creuse) |
| 2    | Vichy                      | 90 425            | 50 (dont 4 dans le Puy-de-Dôme)              |
| 3    | Moulins                    | 76 877            | 64 (dont 5 dans la Nièvre)                   |
| 4    | Saint-Pourçain-sur-Sioule  | 10 366            | 14                                           |
| 5    | Gannat                     | 7 840             | 8                                            |
| 6    | Lapalisse                  | 5 776             | 9                                            |
| 7    | Dompierre-sur-Besbre       | 4 925             | 3                                            |
| 8    | Varennes-sur-Allier        | 4 798             | 3                                            |

## Politique et administration
L'Allier comprend :
- 3 arrondissements : arrondissement de Montluçon, de Moulins et de Vichy[16] ;
- 19 cantons : Canton de Bellerive-sur-Allier, de Bourbon-l'Archambault, de Commentry, de Cusset, de Dompierre-sur-Besbre, de Gannat, de Huriel, de Lapalisse, de Montluçon-1, de Montluçon-2, de Montluçon-3, de Montluçon-4, de Moulins-1, de Moulins-2, de Saint-Pourçain-sur-Sioule[16] ;
- 317 communes[16].

### Préfets
Depuis le 9 mars 2022, Valérie Hatsch est préfète de l'Allier. C'est la seconde femme à occuper ce poste dans le département, après Marie-Françoise Lecaillon. Elle était précédemment préfète de la Lozère. Ses prédécesseurs dans l'Allier furent :
- Jean-Francis Treffel du 8 avril 2021 au 9 mars 2022, ensuite il fait valoir ses droits à la retraite ;
- Marie-Françoise Lecaillon du 8 décembre 2017 au 7 avril 2021, ensuite elle est nommée préfète du Gard ;
- Pascal Sanjuan du 22 août 2016 au 8 décembre 2017, ensuite il quitte la préfecture[19] ;
- Arnaud Cochet, du 30 avril 2014 au 22 août 2016, auparavant préfet de la Haute-Saône, ensuite préfet de l'Ain ;
- Benoît Brocart, du 1er août 2012 au 30 avril 2014, auparavant préfet du Territoire de Belfort, ensuite directeur de l'immigration à la Direction générale des étrangers en France, ministère de l'Intérieur ;
- Jean-Luc Marx, du 1er juin 2011 au 27 août 2012, auparavant préfet du Lot, ensuite préfet de la Réunion ;
- Pierre Monzani, du 14 janvier 2009 au 25 mai 2011, auparavant directeur de l’INHES (Institut national des hautes études de sécurité), ensuite préfet de Seine-et-Marne[Note 2].

### Deux sénateurs
Les deux sénateurs actuels de l'Allier sont Claude Malhuret (Agir, ex-Les Républicains, élu depuis 2014) et Bruno Rojouan (affilié Les Républicains, élu depuis 2020),.
Claude Malhuret, médecin (il cofonda Doctissimo) et avocat, fut maire de Vichy de 1989 à 2017, député européen de 1989 à 1993, député de 1993 à 1997 et secrétaire d'État chargé des Droits de l'homme de 1986 à 1988 dans le gouvernement Chirac pendant la Cohabitation. Il préside au Sénat le groupe Les Indépendants – République et territoires.
Bruno Rojouan, enseignant, fut maire de Villefranche-d'Allier de 1992 à 2020, président de la communauté de communes de la Région de Montmarault puis en 2017, après la fusion avec la communauté de communes de Commentry - Néris-les-Bains, président de la nouvelle entité, Commentry Montmarault Néris Communauté. Il présida l'association des maires de l'Allier de 2001 à 2020 et fut conseiller général de l'Allier de 1991 à 2015.
Aux élections de 2014, Claude Malhuret, maire de Vichy, a été élu sénateur ; il remplace Mireille Schurch qui se ne représentait pas. Gérard Dériot est pour sa part réélu. Il ne s'est pas représenté en 2020.
Aux élections sénatoriales de 2008, la gauche a conquis un des deux sièges de sénateurs de l'Allier jusque-là détenu par « la droite ». Mireille Schurch, maire communiste de Lignerolles, a été élue. Gérard Dériot (DVD) est lui réélu (élu en 1998).

### Trois députés
Les élections législatives de 2022 dans l'Allier ont abouti au renouvellement total de la représentation du département à l'Assemblée nationale. Ces nouveaux élus sont :
- 1re circonscription : Yannick Monnet (PCF), conseiller régional d'Auvergne-Rhône-Alpes depuis 2021 ;
- 2e circonscription : Jorys Bovet (RN), chauffeur-livreur ;
- 3e circonscription de l'Allier : Nicolas Ray (LR), inspecteur des finances publiques, conseiller municipal de Bellerive-sur-Allier depuis 2014.

Les élections législatives de 2017 dans l'Allier ont abouti au renouvellement total de la représentation du département à l'Assemblée nationale. Ces nouveaux élus sont :
- 1re circonscription : Jean-Paul Dufrègne (PCF), ancien maire de Saint-Menoux et ancien président du conseil général de l'Allier, conseiller départemental de l'Allier, élu dans le canton de Souvigny depuis 1998 ;
- 2e circonscription : Laurence Vanceunebrock (LREM), fonctionnaire de police ;
- 3e circonscription de l'Allier : Bénédicte Peyrol (LREM), juriste, a 26 ans lors de son élection, elle est une des benjamines de l'Assemblée nationale.

Les élections législatives précédentes en 2012 se déroulèrent pour la première fois avec trois circonscriptions seulement dans l'Allier au lieu de quatre auparavant, à la suite du redécoupage électoral de 2009 (JO du 23 février 2010) à la suite de la baisse de la population dans le département. L'ancienne troisième circonscription, auparavant détenue par Jean Mallot (PS), avait été supprimée. Les trois députés de cette législature étaient tous élus de gauche : Guy Chambefort (PS), Bernard Lesterlin (PS) et Gérard Charasse (PRG).
Les élections législatives de 2007 avaient envoyé à l'Assemblée également quatre élus de gauche avec trois socialistes, Bernard Lesterlin à Montluçon, Jean Mallot à Saint-Pourçain et Guy Chambefort à Moulins et un radical de gauche, Gérard Charasse, à Vichy.

### Conseil départemental
Depuis les élections départementales de mars 2015, l'Allier a une majorité de droite de deux voix. L'URB (Union Républicaine pour le Bourbonnais, droite) avait déjà dirigé le département entre 2001 et 2008, les dernières années d'une seule voix d'avance. Entre 2008 et 2015, la coalition de gauche était aux manettes, avec également un avantage d'une seule voix (dix PC, six PS, deux PRG, 18 sièges au total), face à 17 conseillers généraux de l'URB. L'Allier était ainsi présidé par un communiste, Jean-Paul Dufrègne, seul département à l'être avec le Val-de-Marne en Île-de-France. Le conseil général de l'Allier avait déjà été dirigé — après la décentralisation — par un communiste, Jean-Claude Mairal (1998-2001) ; la perte de son mandat s'était inscrite dans une dynamique nationale de victoire de la droite.

### Les trois principales villes
Les trois grandes villes de l'Allier sont gérées par des maires de droite :
- À Montluçon, Daniel Dugléry maire depuis 2001 est réélu lors des municipales de 2014. Il cède sa place à Frédéric Laporte en décembre 2017. Celui-ci est élu lors des municipales de 2020.

- À Moulins, Pierre-André Périssol, maire depuis 1995. Il fut auparavant adjoint au maire de Paris sous Jacques Chirac. Il fut ministre du Logement dans les gouvernements Juppé entre 1995 et 1997 et par deux fois député de la première circonscription de l'Allier (1993-1995 et 2002-2007).

- À Vichy, Frédéric Aguilera a été élu lors des municipales de 2020. Il était devenu maire en octobre 2017 à la suite de la démission pour cause de cumul de mandats de Claude Malhuret qui avait été maire de la ville de 1989 à 2017.

### Éléments d'histoire de «la gauche» dans l'Allier
Le département se signale par un vote rouge précoce, qui se maintient jusqu’au lendemain de la Seconde Guerre mondiale, pour les deux grands partis politiques de gauche, le Parti communiste et la SFIO, aujourd'hui devenue le PS, et même jusqu'à nos jours.
La petite ville de Commentry a ainsi la particularité d'avoir été la première ville de France et du monde à élire, en 1882, un maire socialiste : Christophe Thivrier. Une autre figure locale, Pierre Brizon, député en 1910, est typiquement le député des métayers.
Plus anciennement, on peut relever que Ledru-Rollin y fait un très bon score en 1848 (14 %), ainsi que les candidats démocrates et socialistes l’année suivante (44 % des voix, contre 35 % en France). De même, la résistance au coup d'État du 2 décembre 1851 est importante, après une tentative de soutien à l’insurrection de juin 1849. Les Républicains sont majoritaires dès 1876, et emportent les six sièges de députés. Après des scores voisins de 15 % des inscrits de 1893 à 1906, les socialistes montent à 31 % des inscrits (42 % des exprimés) en 1910, score maintenu en 1914.
Dès la fin du XIXe siècle, l'Allier est marqué par l'influence des guesdistes, la tendance révolutionnaire du socialisme français. Elle est principalement implantée dans le bassin de Montluçon, auprès des ouvriers de l'industrie sidérurgique, et dans le Bocage bourbonnais, au centre du département. Très tôt s'organise dans l'Allier rural un syndicalisme agricole ancré à gauche, centré sur la défense des métayers et la lutte contre les fermiers généraux.
L'Allier est encore aujourd'hui une des terres du communisme rural (encore 14,66 % aux régionales de 2004, soit le 2e meilleur score du parti derrière la Somme), dans une cohabitation parfois difficile avec le Parti socialiste.
Pour les causes, on peut relever qu’historiquement, l’Allier est un département où la grande propriété se combine à un important métayage. Celui-ci, qui se répand seulement au XVe siècle, n’est pas contrebalancé par la vente des biens nationaux à la Révolution. Au XIXe siècle, les grandes propriétés (100 ha et plus) occupent environ la moitié des terres, et même plus de 70 % dans le nord du département. Dans le sud, la petite propriété domine. Le métayage se maintient comme forme de mise en valeur des terres, puisqu’il concerne encore 40 % des terres en 1892 (7 % en France). Les conditions défavorables faites aux métayers favorisent la création de syndicats ruraux, entre 1904 et 1911 (troisième département en France, après l’Hérault et les Landes). Malgré le peu de résultats, la mobilisation est importante et favorise l’élection de candidats de gauche.

## Économie
L'économie du département de l'Allier reste très ancrée sur l'agriculture traditionnelle (notamment l'élevage et la sylviculture) et sur des ressources héritées du passé. L'agriculture occupe encore une grande part du marché de l'emploi, plus qu'au niveau national (21 300 personnes sur 129 700 emplois en 2010) et représente ainsi 7 à 8 % du produit intérieur brut départemental. S'y ajoutent le tourisme et le thermalisme.
L'industrie est très présente, principalement avec la métallurgie, la construction mécanique, le matériel électrique et la fabrication de denrées alimentaires, mais aussi avec les produits en caoutchouc et en plastique, ce qui totalise la moitié des emplois industriels du département. Les secteurs incluent l'automobile, l'armement, le bâtiment, le textile, l'ameublement, la chimie, la santé. Elle comporte plus de petites et moyennes entreprises qu'au niveau national (seules une vingtaine d'établissements occupent au moins 250 salariés), mais plutôt plus pérennes et moins renouvelées.
Les services marchands donnent eux une activité bien inférieure à la moyenne métropolitaine (38 % contre 46 %), au contraire des services non marchands plus présents (domaines médical, médico-social et social, en particulier, les établissements du domaine public).

### Industrie
L'observatoire économique répertorie, en 2015, 260 entreprises / 10 600 employés dans le secteur mécanique au sens large, 90 / 3 200 dans la filière IAA, 150 / 2 800 en transport et logistique, 360 / 1 500 en filière bois, 94 / 1 450 en éco-activités, et 16 / 1 300 en santé.
- La filière mécanique/électronique/informatique/automatique/plasturgie compte des grands groupes comme Sagem-Safran (à Montluçon), Potain-Manitowoc, PSA Peugeot Citroën, Dunlop Goodyear (à Montluçon), Erasteel-Eramet, Amis, Bosch (à Yzeure)… et un tissu de PME riche et diversifié. Son développement s'appuie sur le pôle de compétitivité Viameca et sur les formations techniques locales (Montluçon).
- Une cinquantaine d’entreprises spécialisées opèrent en éco-construction, éco-énergie, éco-ingénierie (protection, analyse, récupération/traitement/élimination des déchets, liées au cluster d’excellence labellisé auvergnat (E2IA) et aux formations spécialisées à Montluçon et Vichy.
- L'activité transport et logistique comporte plus de 160 sociétés qui bénéficient d'une situation stratégique vers le nord via l'A77 et l'A71 (Paris, Nantes), l'est via la RCEA et le sud via l'A75, ainsi que des parcs d'activité logistique (La Loue à Montluçon, Château d'eau à Montmarault, Logiparc03 à Moulins, Écherolles à Saint-Loup) et les ZAC (à Saint-Pourcain, Vichy, Commentry et Lapalisse), plus des sociétés d'emballage.
- La filière bois, liée à la sylviculture locale, compte des groupes leaders comme Berry Wood, Chignac Bois et scierie, Ets Canard, Ets J. Bourdier, Ets Roy et Fils, Fournel Emballages, Menuiserie Charpente Philippe Guillaumin, Menuiserie Dutour, Office national des forêts, Sedec, Sefic, Stand Expo Deco, Tonnerre.
- La filière agroalimentaire s'appuie sur la forte tradition agricole locale, la qualité et le haut de gamme, principalement autour de l’eau et de la viande ainsi que le pôle de compétitivité d’envergure internationale Céréales Vallée. Elle compte de grands groupes industriels (Alliance Bigard Charal, Compagnie de Vichy, Épicentre, Kraft Food, Ldc, Sicarev, Société commerciale des eaux du bassin de Vichy…) et de nombreuses PME (Allier Volailles, Convivial, Pouzadoux, Puigrenier, Sicaba…).
- La filière nutrition-santé compte une dizaine de sociétés actives dans la fabrication, l’emballage et le conditionnement et les biotechnologies, groupées dans une association (Nutravita). Elle bénéficie du dynamisme du Parc Naturopôle Nutrition santé et du BioParc de Vichy (L'Oréal Cosmétique à Vichy).

### Grandes entreprises
On compte à fin juillet 2019 : 57 entreprises réalisant plus de 20 millions d'euros de chiffre d'affaires annuel.

### Tourisme

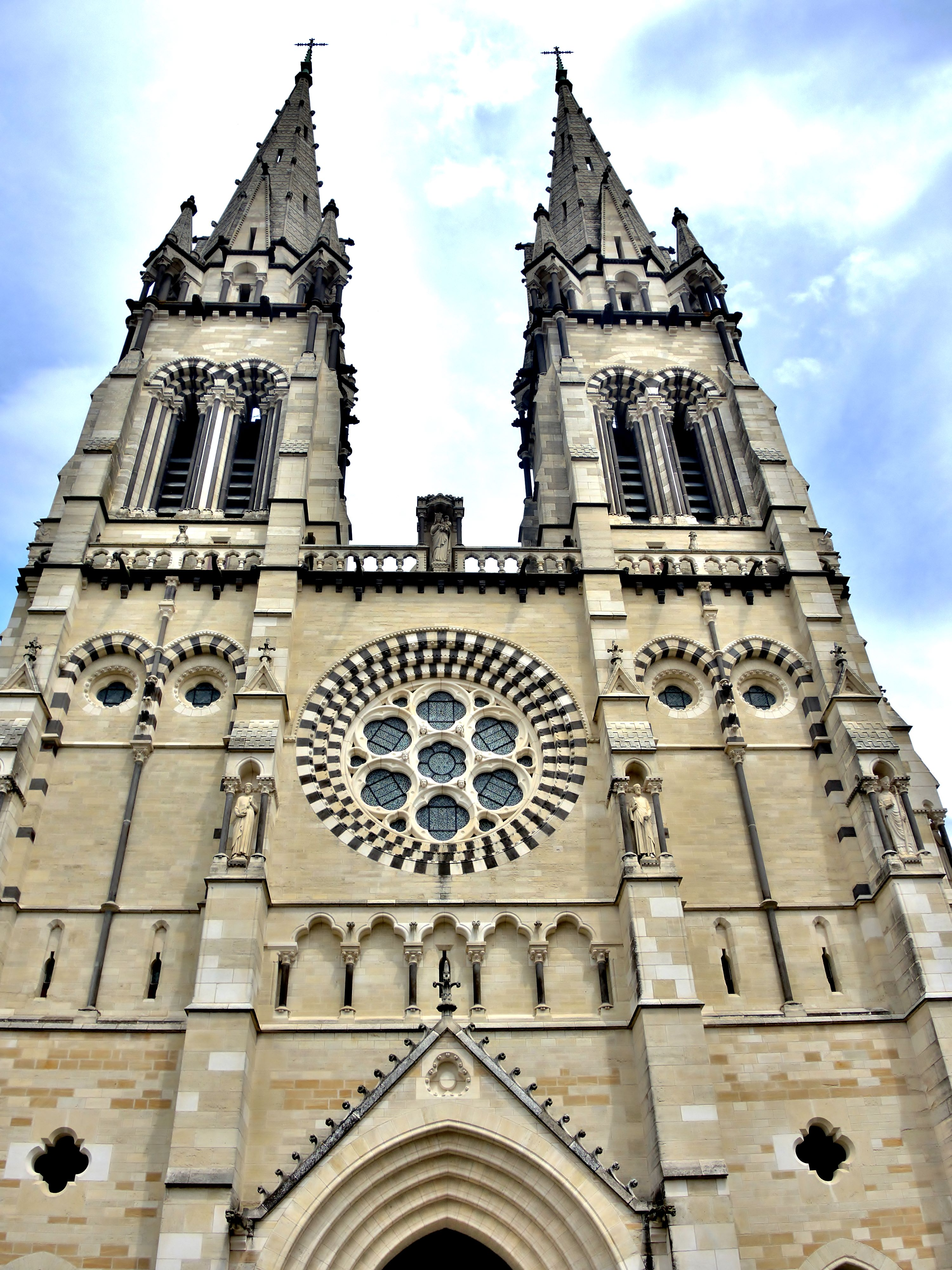
La cathédrale Notre-Dame de Moulins.

Le département de l'Allier est un pays doté de rivières, d'un bocage et de petites montagnes. Des paysages comme le bocage bourbonnais, la montagne bourbonnaise ou la forêt de Tronçais sont autant de lieux adaptés à la pratique d'activités de pleine nature : randonnée, cyclotourisme et VTT, pêche, nage, aviron et sports d'eaux vives.
Le thermalisme est un des secteurs phare de l'activité touristique bourbonnaise avec la station internationale de Vichy, et d'autres (Bourbon-l'Archambault, Néris-les-Bains).
Cette nature préservée abrite également une multitude de châteaux (plus de 500), d'églises romanes et de belles demeures.
La gastronomie bourbonnaise reflète l'histoire de la province et présente des produits de qualité : pâté aux pommes de terre, viande charolaise, andouillette, vins de saint-pourçain (AOC), chambérat du Bourbonnais, moutarde de Charroux, moulinois, vérités de Lapalisse et pastilles de Vichy.
Parmi les sites touristiques à visiter, on peut citer :
- monuments : le château de Lapalisse et ses célèbres plafonds à caissons Renaissance, le château de Bourbon-l'Archambault, « berceau des Bourbons », le Grand Casino de Vichy, le beffroi Jacquemart de Moulins, le château de Chareil-Cintrat, la route historique des châteaux d'Auvergne ;
- églises et abbayes : la cathédrale de Moulins et le triptyque de la Vierge en gloire, l'église prieurale Saint-Pierre-et-Saint-Paul à Souvigny, plus communément appelée le « Saint-Denis » des Bourbons, l'église de Saint-Menoux, l'église de Saint-Désiré, l'église Sainte-Croix de Saint-Pourçain-sur-Sioule, l'abbaye Saint-Vincent de Chantelle, l'abbaye de Sept-Fons à Diou ;
- musées : le Centre national du costume de scène, le musée de la Visitation et de la Vie bourbonnaise, le musée Anne-de-Beaujeu, le Musée de l'illustration jeunesse (MIJ), le musée du Bâtiment et la Maison Mantin à Moulins, le musée Augustin-Bernard à Bourbon-l'Archambault, le musée des Musiques populaires (Mupop) à Montluçon, le musée des Arts d'Afrique et d'Asie à Vichy, le musée de la Vigne et du Terroir à Saint-Pourçain-sur-Sioule, le Musée de Souvigny, l'Historial du paysan soldat à Fleuriel, Street Art City à Lurcy-Lévis ;
- beaux villages : Charroux, Hérisson, Souvigny et Verneuil-en-Bourbonnais ;
- parcs et jardins : l'arboretum de Balaine, le parc des Sources et les parcs d'Allier de Vichy, la route des jardins du Massif Central, le parc de sculptures Erich Engelbrecht au château des Fougis, à Thionne[39] ;
- activités : Le Pal, parc d'attractions et animalier à Dompierre-sur-Besbre, Paléopolis, à Gannat, un site conçu pour comprendre les sciences de la vie et de la terre par le biais de la paléontologie, le ski dans la montagne bourbonnaise, à Lavoine, à la Loge des Gardes et au Mayet-de-Montagne, les gorges de Chouvigny, les plans d'eau de Pirot, de Sault, de Saint-Bonnet-Tronçais, du lac d'Allier de Vichy.

Trois villes se distinguent : Moulins, ville d'art et d'histoire, pour son patrimoine historique du XVe siècle, Montluçon, ville d'art et d'histoire, médiévale et festive dominée par son château, et Vichy, importante ville d'eaux et de musées.

#### Résidences secondaires
En 2008 le département comptait 7,5 % de résidences secondaires.
Ce tableau indique les principales communes de l’Allier dont les résidences secondaires et occasionnelles dépassent 10 % des logements totaux.
Le département a attiré de nombreux étrangers, Britanniques, Belges, Suisses et Néerlandais. Ceux-ci ont acquis de nombreuses résidences secondaires en les rénovant, apportant ainsi à l’Allier une diversité culturelle sans égal.
On retrouve ainsi de nombreuses communes devenues « européennes », comme Pouzy-Mésangy qui accueille aujourd’hui des résidents britanniques et suisses.
| Commune                 | Population municipale | Nombre de logements | Rés. secondaires | % rés. secondaires |
| ----------------------- | --------------------- | ------------------- | ---------------- | ------------------ |
| Saint-Nicolas-des-Biefs | 181                   | 300                 | 203              | 67,67 %            |
| Laprugne                | 360                   | 537                 | 305              | 56,80 %            |
| Chouvigny               | 239                   | 268                 | 131              | 48,88 %            |
| Châtel-Montagne         | 419                   | 373                 | 131              | 35,15 %            |
| Arfeuilles              | 685                   | 667                 | 234              | 35,08 %            |
| Saint-Clément           | 355                   | 313                 | 105              | 33,55 %            |
| Néris-les-Bains         | 2 704                 | 1 842               | 435              | 23,62 %            |
| Saint-Bonnet-Tronçais   | 755                   | 538                 | 125              | 23,32 %            |
| Ébreuil                 | 1 270                 | 736                 | 160              | 21,74 %            |
| Cérilly                 | 1 379                 | 886                 | 119              | 13,40 %            |
| Bourbon-l'Archambault   | 2 593                 | 1 519               | 170              | 11,17 %            |

## Culture

### Langues régionales

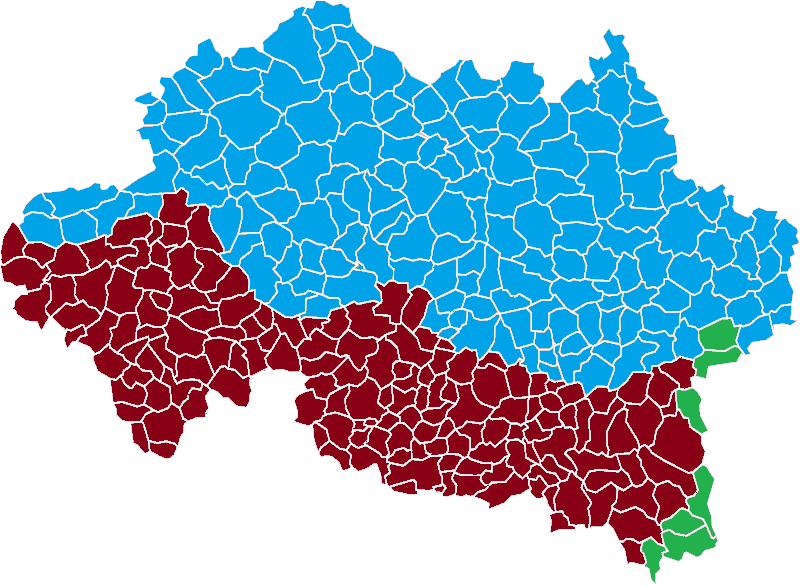
Carte linguistique du Bourbonnais selon l'« Atlas sonore des langues régionales de France » (2020). En bleu, le bourbonnais d'oïl. En rouge sombre : les parlers du Croissant (bourbonnais méridional). En vert, les quelques communes de langue francoprovençale.

Le département de l'Allier est partagé en différents parlers bourbonnais. S'y rejoignent et se mélangent les trois grands domaines romans de France : langue d'oïl, occitan et francoprovençal,.
Longtemps la population de l'Allier n'a pas parlé le français standard, mais une des langues locales suivantes :
- bourbonnais d'oïl, variante locale du berrichon (lui-même langue d'oïl)[44],[45], à partir d'une ligne Hérisson / Saint-Pourçain-sur-Sioule / Lapalisse[46] ;
- Le Croissant[47],[48] : zone de transition linguistique où les parlers occitans et d'oïl se côtoient et se mélangent[49],[50],[51]. Cette même zone est à diviser en deux avec une partie occidentale autour de Montluçon qui appartient au dialecte marchois[52] tandis qu'une partie orientale autour de Vichy utilise le parler à proprement parler du bourbonnais méridional.
- Le francoprovençal est parlé dans quelques communes de l'est de la Montagne bourbonnaise (ex. Laprugne, Lavoine, Saint-Nicolas-des-Biefs, Saint-Pierre-Laval) ou du Forez bourbonnais (Montaiguët-en-Forez et Lenax)[53],[54],[55].